# 歷史相對論
歷史相對論是一種強調歷史重要性的理論，視其有如一種價值的標準或事件的決定因素。也特別指在藝術與建築中，對歷史的風格有自覺的復興或參考仰賴。
該理論認為某些特定社會環境里的基本特性，如時間，地點，文脈等，是歷史的核心。反之社會學和社會行為領域里一些總結性規章并不重要。